# しおり (新山詩織のアルバム)
『しおり』は新山詩織の1枚目のアルバム。2014年3月26日、Beingから発売された。

## 概要
初のアルバム。ジャケット写真は初回限定盤、卒業コラボ盤、通常盤の形態ごとに異なり、新山詩織を朝、昼、夕方とシーンを分けた形で表現されている。初回限定盤はDVD付き、卒業コラボ版は魔法のiらんどで掲載中の、新山詩織とAKuBiyのコラボ小説「卒業、春」をブックレットにして封入。アーティスト活動と学校生活を両立してきた彼女が、高校生活という日常の中で感じたことを描き、今までの自分と現在の自分を投影した作品を収めたというものになっている。
第7回CDショップ大賞2015一次ノミネート作品として選出される。収録曲全11曲中7曲がCMソングや映画主題歌などとタイアップが付いている。

## 批評
CDジャーナル「「今 ここにいる」をはじめ、新山のリアルな想いを描いたバラエティ豊かな楽曲を、可憐さと落ち着きが共存したヴォーカルで真っ直ぐに歌い上げている」と評した。

## 収録曲
CD
全曲　作詞：新山詩織　編曲：笹路正徳
1. Looking to the sky
作曲：新山詩織・藤本貴則
タイアップ　テレビ東京系「Crossroad」エンディングテーマ
2. ゆれるユレル
作曲：新山詩織・RYOTARO
タイアップ　映画「絶叫学級」挿入歌
3. 今 ここにいる
作曲：h-wonder
タイアップ　クラレ企業CM「高梨沙羅篇」
4. 「大丈夫」だって
作曲：新山詩織・ookumakunio
5. たんぽぽ
作曲：新山詩織
6. Everybody say yeah
作曲：田中明仁
7. 午後3時
作曲：新山詩織
8. ひとりごと
作曲：吉木絵里子
タイアップ　TBS系「CDTV」エンディングテーマ
9. 17歳の夏
作曲：小澤正澄
10. だからさ
作曲：新山詩織
バンド演奏形式として収録[4]。
11. Don't Cry
作曲：新山詩織
タイアップ　映画『絶叫学級」主題歌、グリコポッキースペースシャワーTV-CFソング

DVD
1. ゆれるユレル
2. Don’t Cry
3. ひとりごと
4. 今 ここにいる（ディレクターズカットver.）

## レコーディング参加
- 新山詩織 - ボーカル、ギター
  - 土方隆行 - ギター
  - 美久月千晴 - ベース
  - 河村“カースケ”智康 - ドラム
  - 笹路正徳 - キーボード、ギター
  - 金原千恵子ストリングス - ストリングスセクション
  - 篠崎正嗣ストリングス - ストリングスセクション